# Szűr (ruházat)

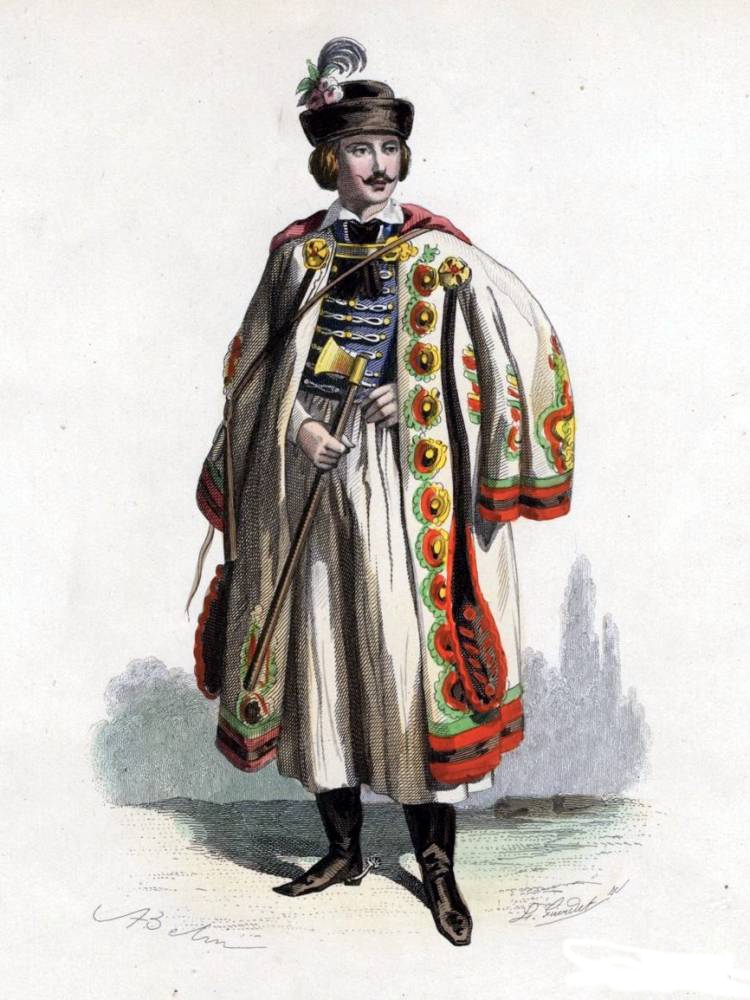
Marhapásztor cifraszűrben

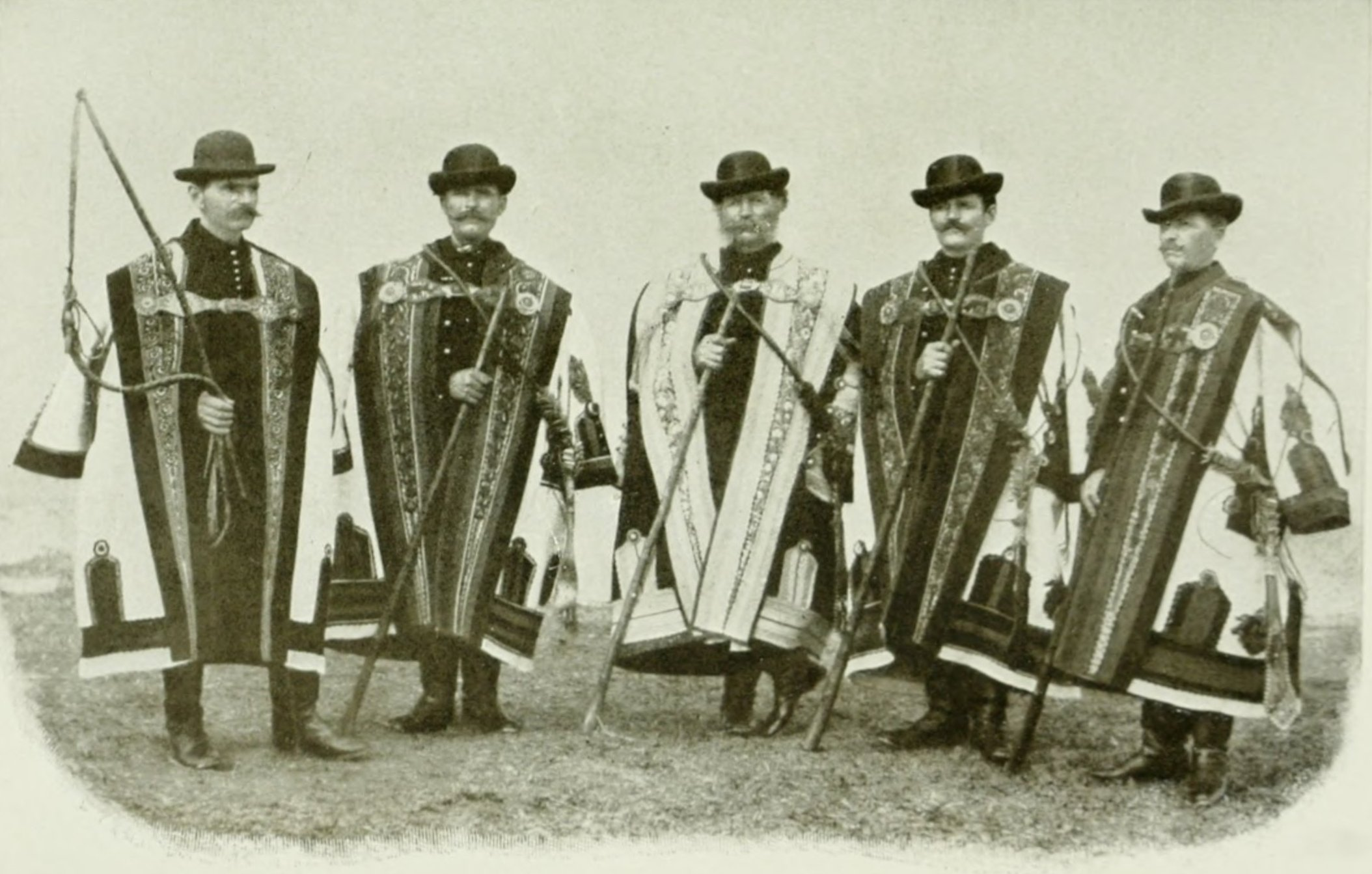
Sarkadi gulyások Bagossy Sándor szűrszabó műhelyében készült cifraszűrben. 1930-ban gróf Almásy Dénes birtokába kerültek a szűrök.

A szűr jelentése kettős, mely egyrészt az anyagot, szűrposztót, másrészt pedig az ebből a szűranyagból készült, és ugyancsak szűrnek nevezett kabátféle felsőruhát jelenti. A suba mellett a magyar népviselet legsajátosabb ruhadarabja.
A cifraszűrt a legszebb és "legmagyarabb" ruhadarabnak mondhatjuk, mert az ország határain nem terjed túl, sőt a Kárpát-medencében élő más nemzetiségek is csak a magyar nyelvhatár mentén vették át. Az előállító mesterek, a szűrszabók nem jártak külföldi vándorutakon. A szűcshímzésből átvett természetes és stilizált virágmintákkal a szűr gallérját, elejét és alját egyaránt díszítették. A legrégibb szűrhímzések a legélénkebb színűek, mert azok közelebb álltak még a természetes virágokhoz, amelyből fokozatosan kialakultak a stilizált minták. A szűrhímzések színeinek fogyása, virághímzéseinek egyszerűsödése a hanyatlás első jelei, ami a 20. század fordulójára országszerte bekövetkezett.
A cifraszűr az 1860-as évektől a századfordulóig élte virágkorát. Ez időben a pásztorok nélkülözhetetlen ruhadarabja, de a parasztság körében is nagy népszerűségnek örvendett. Fontos társadalmi szerepet töltött be, mert viselete rangot jelentett. A legény addig nem is házasodhatott, amíg cifraszűrt nem szerzett az esküvőre. A leánykérőnél, ha a véletlenül, illetve szándékosan ottfelejtett szűrét korán reggel kitették a ház ereszaljára, akkor nem volt keresnivalója ott tovább. Ha pedig nem tették, azt jelentette, szívesen látják, és szót ejthetnek a házasságról. Megesküdni is csak cifraszűrben lehetett. A cifraszűr volt a magyar parasztember díszruhája egész életén át.
Györffy István néprajzkutató, akinek a nagyapja karcagi szűrszabómester volt, így ír a cifraszűrről:
A szűr a gyalogjáró embernek éppúgy alkalmas, mint a lovasnak. A gyalogosnak könnyű, melegen tartó, eső-szél ellen biztos oltalom. A lovas embernek ezenfelül még a lovát is védi. Szőrén ülő lovas gyakran nyereg helyett is használja, ha pedig leszáll, vagy szekerével megáll, lovait vele takarja be. Verekedéskor a szűr az ütést kitűnően felfogja, ha pedig futásra kerül sor, a nyakból azonnal kivehető. A pásztornak mindene. Oltalma hideg, eső, szél, hó ellen, árnyéka a nyári nap heve ellen. Ezenkívül derékalja, párnája, ülőszéke, takarója.

## Nevének eredete
A szűr szónak a magyar nyelvben kettős jelentése van. Egyfelől szűrnek nevezik a magyar juh gyapjából, szőréből készült durva posztót (= aba, halina, daróc), másrészt egy ebből készült nagygallérú, köpenyszerű felsőruhát (= csuha, szűrköpönyeg, abaköpönyeg). Korábban elterjedt nézet szerint a szó eredete a szőrre megy vissza, amely tulajdonképpeni anyaga úgy a posztónak, mint a köpenynek. Ezzel szemben Pach Zsigmond Pál kutatásai szerint a vestes griseae, azaz a szürke ruhák latin kifejezés magyar megfelelőjéből, a szürke szóból ered. Azonban tekintettel arra, hogy a régiségben a szűr szó csak jelzője volt a posztónak és a köpönyegnek egyaránt, önálló szóvá is csak a 19. század végén vált, ez az eredeztetés is vet fel további kérdéseket.
A szűrruhát hódoltságkorabeli jövevényszóval abaköpönyegnek nevezték Erdélyben. A palócoknál csuhának, bizonyos típusát szűrsubának (Tolna vármegye), gubának (Vas vármegye), guba-szűrnek (Alföld) is nevezték, de ez megkülönböztetendő a tulajdonképpeni gubától, amely más anyagból, más mesterember által készült. A csuha és köpönyeg török eredetű szavunk, ezt erősíti, hogy a török csoha és kepenek szavak szintén abaposztóból készült felsőruhát jelentenek.
A természetes színében meghagyott gyapjúruhák a középkori köznépi öltözködés meghatározó darabjai voltak. A szűr múltjában volt egy olyan idő, amikor oldalbetoldások még nem voltak, s mint egy kabátot felöltötték. Nyugat-Európa területén szintén hordtak a XIV-XV. században hasonló ruhaféléket, de nem vállravetve, hanem felöltve.
A szűr kifejezéssel alakban és értelemben megegyező – görögösített, görög névszói toldalékkal kiegészített – szót (zeira: ζειρὰ) már Hérodotosz is említ (VII. 75): „A trákok fejükön rókaprémet, testükön ingruhát [khitón], e fölött bő, tarka köpönyeget [zeira], lábukon szarvasbőr csizmát viseltek; fegyvereik gerely, kerek pajzs és rövid tőr.” A jeles történetíró szerint (VII. 69) felületesen hasonló felsőruhát az arábiai harcosok is hordtak, övvel összefogva. Az öv azonban nem tartozik a szűr viseletéhez.
Xenophón, Anabaszisz című munkájában (VII. 4. 4) szintúgy a trák–szkítákról szólva említi eme ruhadarabot: „Nagy hó borította a vidéket, és olyan hideg volt, hogy az ebédhez hozott víz és bor megfagyott a korsókban. Sok görögnek lefagyott az orra meg a füle. Most már értették, hogy a thrákok miért hordanak rókaprémet a fejükön meg a fülükön, és hogy kabátjuk [zeira] miért nem csak a mellüket borítja, hanem a combjukat is, hogy miért nem rövid lovaglókabátot viselnek, és lovaglás közben miért ér le lábukig a köpeny.”
Alexandriai Hészükhiosz művében a szó és meghatározása szerepel: zirai (ζιραί) = rövid ing, ingruha.
Henricus Stephanus a szkíta és a trák szavak között egyaránt szerepelteti: zürész (ζυρης), illetve zeirá (ζειρά) = szkíta szó: köpeny.
Liddell és Scott isztrianai zeirai (Ἰστριαναὶ ζειραί), azaz isztroszi szűrök alakban is idézi. E szókapcsolat első eleme nyilván az Al-Duna görögös nevére (Isztrosz: ῎Ιστρος) hivatkozik.

## Története

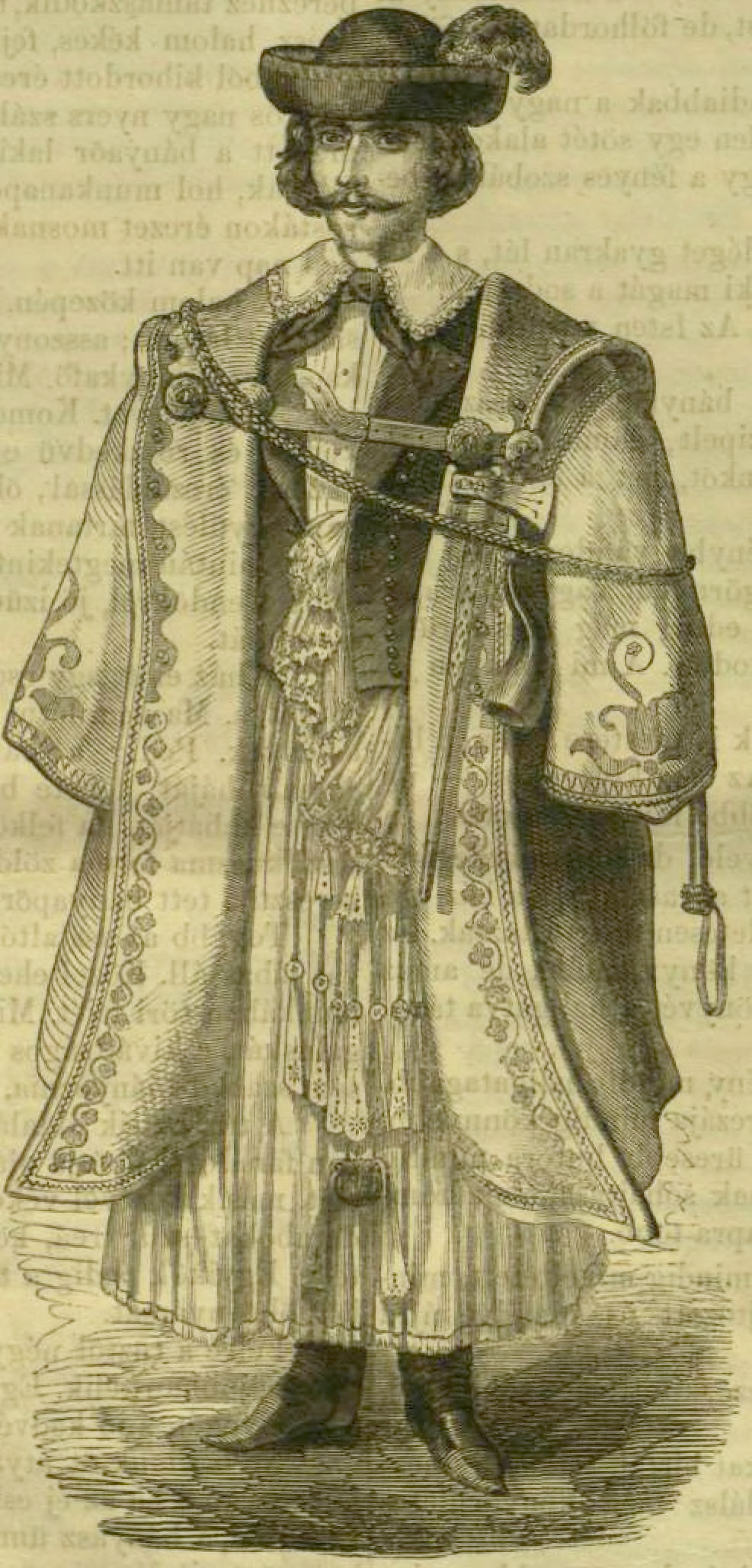
Tolnay János, szalontai kanász

A 15. századtól vannak adataink a gyapjúszövet ványolására. A kallómalmokban vízben, ütésekkel tömörített, majd keretre kifeszített, keménnyé és vízhatlanná váló szűrposztó a 18. században vált tömeges alapanyaggá: nadrág és különféle szabású ujjas és ujjatlan felsőkabátok készültek belőle téli használatra, a tartósan szabadban dolgozók, a pásztorok esetében pedig mindennapi ruhadarabbá vált.
A 16. századig Debrecen volt a legjelentősebb központ, mely az alföldi gyapjútermelést dolgozta fel. Hanyatlása után az egykori Észak-Magyarország területén Rozsnyó, Rimaszombat, a dunántúli gyapjútermelést feldolgozó Veszprém, illetve az erdélyi gyapjú feldolgozásában híres Nagyszeben és Nagydisznód termelése szolgáltatta a köznapi szűr alapanyagát.
A cifraszűr legkorábbi ábrázolása Milfaith Ferenc betyárt mutatja, akit kivégzése előtt, 1836-ban Bucher Ferenc veszprémi festő lerajzolt. A rajzról készített metszet a nyalka betyárt cifraszűrben, jellegzetes, cilinder formájú, úgynevezett Sobri-kalappal, ezüstsarkantyús csizmában és dupla csövű vadászpuskával ábrázolja. A metszet igen népszerű lett: csárdák falát díszítette, megjelent számos, a 19. században oly népszerű betyártörténet-ballada ponyvakiadású kötetének illusztrációjaként. Milfaith alakja a betyár szimbólumává vált: a metszet alapján számos mézeskalácsütő fa készült.
A 19. század közepétől a falusi-mezővárosi környezetben mindinkább divatossá váltak, megszaporodtak a díszes ünnepi kellékek, dísztárgyak. A túlnyomó részben virágornamenseket alkalmazó díszítés sorra olyan motívumokat érvényesített, amely kifejezésre juttatta a parasztság önbecsülését, hazafiasságát. Így az újstílusú, a nemzeti öntudattól áthatott díszítőművészetnek közkedvelt motívuma lett a magyar címer. Az 1848-49-es szabadságharc leverése után a magyar államiságot jelképező címer a nemzeti függetlenség jelképeként élt a köztudatban. Ábrázolásának térhódításában kétségtelenül fontos szerep volt az 1867-es kiegyezés után megenyhülő politikai légkörnek, amely kedvezett a társadalmi mértékben igényelt hazafias érzületű népművészet fellendülésének, amelyhez a millenium is számottevően hozzájárult.
A cifraszűr a férfiak reprezentációs felsőruházatában sem volt egyedülálló: a cifraszűrrel együtt vált ünnepi ruhadarabbá, sőt olykor háttérbe is szorította azt a szűcsök által készített, bőrrátétekkel és hímzéssel gazdagon díszített, körgallérszabású, ujjatlan, bokáig érő suba. A cifraszűr kialakulása nem független a férfisubáktól, az ujjas bőr felsőruháktól, a derékig érő ködmönöktől.
A közös elv - mely szerint a díszítés és nem az alapanyag emeli ki az ünnepi ruhadarabokat hétköznapi megfelelőik közül, illetve hogy a díszítésben a szabásvonalak kihangsúlyozása a fontos - a köznépi öltözködés általánosabb törvényszerűségét mutatja. Cifraszűrt kizárólag férfiak viseltek. Gyakran legfontosabb vagyontárgya volt a pásztortársadalom tagjainak, de a falusi-mezővárosi paraszti lakosság ünnepi díszruhájaként is szolgált. Funkciója leginkább a felöltőnek feleltethető meg. Vállra vetve hordták, belebújva jóformán sohasem viselték, hiszen a ványolt szűrposztó keménysége miatt már nem volt alkalmas erre.

## A szűr szabása és hímzése

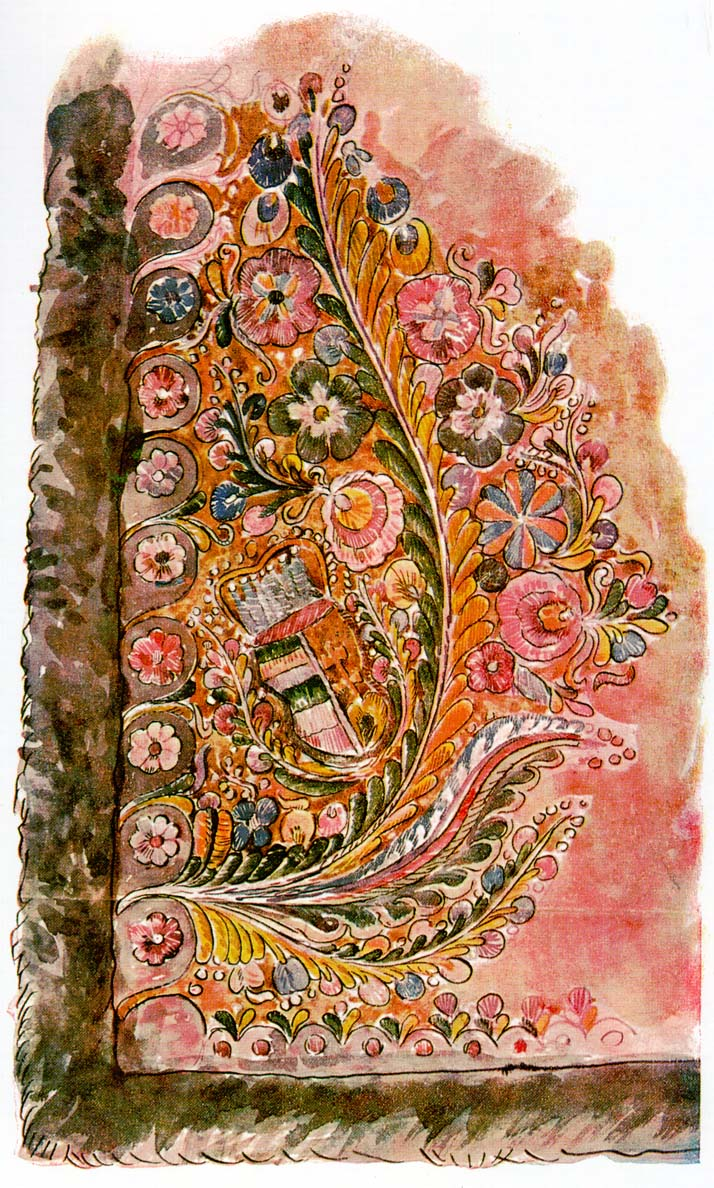
Somogyi cifraszűr hímzésmintája

A cifraszűr rendkívül egyszerű és régies szabású ruhadarab: minden darabja téglalap alakú, egyenes vonalú. Általában tizenegy darabból áll, a háta és eleje egy darabból szabott. Vállban fordul, eleje kihajtott, oldalán betoldás, alján pedig a körben kirojtosodást megakadályozó épszélcsík található. Ujjai egyenesek, és mivel nem használták, ezért sok esetben befenekelték azokat. A cifraszűr legjellegzetesebb darabja a négyszögletes gallér. A két sarkába varrt kerek "csücskője" összekötésével eredetileg csuklyává alakíthatták. Az Alföldön terjedt el a kis állógalléros változat, melyet Széchenyi-szűrnek is neveztek.
A szűr anyagát, a szűrposztót a hosszú szőrű magyar juh gyapjából készítették. Ennek az iparágnak művelői a csapónak nevezett mesteremberek voltak. A csapómesterség is az egyik legrégibb magyar mesterség, legjelentősebb működési helye egykor Nagykálló, Debrecen, Veszprém volt. A csapóktól megvásárolt szűrposztót a szűrszabó kiszabta, majd a kiszabott darabokat kihímezte, és csak ezt követően varrat össze. A szűr rendkívül egyszerű szabású, csak négyszögletes darabokból áll. Szabásmódja országszerte egységes volt.
A szűrposztó túlnyomó részben fehér, hímzései pedig sokszínűek és élénkek. Ha az alapszín fekete, akkor világosabb barna vagy drapp színnel hímezték. A szűrszabó nem rajzolta elő a mintákat, mint a szűcs, ugyanis a durva szűrposztóra nem lehetett rajzolni. Csupán vastag hegyű ácsceruzával meghúzta a fontosabb szimmetriavonalakat és a főbb virágelemeket a posztdarabra helyezett sablon alapján. Legelőször a fő virágelemeket hímezték ki, azután a motívumok közötti üres helyet töltötték ki egymás mellé rakott rozmaringlevelekkel, amelyeket egy szár mellé rendeztek. A hímzések díszítőelemei sokban hasonlítanak a szűcsmintákra: a levéldíszek főként rozmaring és almalevelek, legkedvesebb motívum a rózsa, valamint a szegfű, tulipán és a nefelejcs.
A szűrszabók a díszített felületet mindig teljesen betöltötték, szemben a szűcsökkel, akik rendszerint laza csoportokban helyezték el a virágmintákat, hogy a bőr alapszíne látható legyen. A szűrszabók motívumai jóval nagyobbak, mint a szűcsöké. Egy-egy díszesebb példány hímzése egy gyakorlott szűrszabónak egy hónapig is eltartott.
A szűrt növényi festőanyaggal színezett gyapjúfonallal hímezték. A hímzésfolt vidékenként változott. A szűr cifra kihímzése 1848 után vett nagyobb lendületet, tetőpontját az 1860-70-es években érte el, azután a divat változása és a megfelelő minőségű posztó beszerzésének nehézségei következtében hanyatlani kezdett, mígnem az első világháború után viselése csaknem teljesen elenyészett. Egyedül Erdélyben őrződött meg még néhány évtizedig a szűrviselet.

## A szűr mint "szakrális" öltözék
A magyar népviselet két "szakrális" öltözéke a suba illetve a cifraszűr. Pap Gábor művészettörténész szerint a magyar népi műveltség három nagy emlékcsoportja - az épületek, népi viseletek és a "készségek" - egyszerre tölt be használati és rituális szerepkört. A kétféle funkció nem választható el egymástól. Ez azt jelenti, hogy minden parasztház egyszersmind elemi fokozatú szentélynek tekinthető, minden étkezés elemi áldozati rítusnak, minden "cifra" suba vagy szűr szertartási díszruhának, és minden "készség" rituális kelléknek. Népi műveltségünk körében a társadalmi lét főbb ritmusképletei mindig szorosan kapcsolódnak természeti előképeikhez, amint arra jó példákat kínálnak az égbolt-köpeny különféle szintű alakváltozatai - a kerektemplomtól, a körhintán át a subáig.
Ahogyan a suba szabásmintája szabályos körtemplom-alaprajzot rajzol, úgy a másik jellegzetes ünnepi viselet, a cifraszűr a négyszögletes szentélyzáródású, háromhajós, kereszthajós bazilika meghökkentően pontos alaprajzát idézi. Hogy a magyar kerek suba és a cifraszűr a szó szorosabb értelmében is szertartási öltözéknek tekinthető-e vagy sem, azt adatok híján ma már nem lehet minden kétséget kizáróan megállapítani. Annyit tudunk csak biztosan, hogy ahol és ameddig viselték, ott és addig feltétlenül ünnepi öltözéknek számított.
A templom nyugati homlokzatának főkapuja, az oldalhajók mellékbejáratai, kereszthajó "vak" végződései (a szűr ujja is vakon, azaz zacskószerűen végződik!), a szentélyt a hajótól elválasztó "diadalív" - mind-mind a maguk díszítményeivel, még az oltárt is megidézi. Figyelemre méltó, hogy a reformáció hazai fellegvárának, Debrecennek (a "kálvinista Rómának") a cifraszűrein ez a részlet következetesen elmarad, a szentély kiürül. Ez a felekezet, mint ismeretes, nem használ oltárt szertartásai során.
Ha a magyar népi viseletek, azonbelül is a cifraszűr ilyen szempontú vizsgálatát vesszük, akkor legkézenfekvőbb analógiául az iszlám kultúra imaszőnyege kínálkozik. Amint az metszetét adja az imádkozás építészeti környezetének, addig a mi cifraszűrünk az alaprajzát. Míg előbbivel szembe kell fordulnia a hívőnek, utóbbinál tulajdonosának bele kell öltöznie.

## A szűr kialakult változatai
- Nyakas szűr: Az 1800-as évek vége körül Biharban, Hajdúban, majd valamivel későbben Kolozs vármegyében kis, álló gallért varrtak a szűr négyszögletes gallérja fölé. Az 1860-as éveknek a nagy nemzeti felbuzdulás hatására az úri rend is szűrben járt, de ezeket nem szűrszabó, hanem a nyugati-polgári hatásokra magyar szabó készítette. Ekkor alakult ki a nyakas szűr Széchenyi-szűr neve is.

- Nyakatlan szűr (magyar szűr): Ennek magyar szűr elnevezése is utal régiesebb megjelenésére, melynek szabását tiszta derékszögű szabásvonalak jellemezték. A nyakatlan szűr eleje kihajtós volt és mindig dupla elejű.

- Szecces szűr: Ezt a régiesebb szűrszabás és az elöl össze nem érő eleje jellemezte. Mindig dupla és kihajtós volt. E dupla elejet hívták szűrszabó műszóval szeccnek.

- Köpönyegszűr: Ezt dunántúli juhászok viselték. Ez, mint a suba keskeny, trapéz alakú darabokból készült és ahhoz hasonlóan ujjatlan is volt. Somogy és Tolna vármegyében ezt a szűrtípust szőrsubának nevezték.

- Kerekgallérú szűr: Ez is a Dunántúlon, főként Veszprém és Fejér vármegyékben, de a Hajdúságon is elterjedt szűrtípus volt, hosszú újjal és felölthető volt, melyet nemcsak fehér, hanem színes – fekete, szürke vagy zöld színű – posztóból is varrták és széles; vörös vagy más színű posztó szegése volt, melynek gallérján és a hátulja alsó részén hímzés is lehetett.

- Fenekes ujjú szűr: Ez különleges célt szolgált, mivel a Dunántúlon és a palócoknál felöltve sohasem viselték, ezért ujjait szokás volt bevarrni, illetve egy kerek posztódarabbal befenekelni, melyet a szabók már eleve befenekelt ujjakkal is készítettek. A fenekes ujjú szűrt pásztorok, gulyások, kondások hordták, ebben tartva kisebb holmijukat. Az ujjat elzáró kerek rés csak a palócoknál volt hímzett: a fenekes ujjú szűrökhöz rendszerint fekete szegés, általában piros aláfogással, cigula is járult. A palócok fenekes ujjú szűreinél a fekete és piros mellett ritkábban zöld és kék színt is alkalmaznak, míg a dunántúli fenekes ujjú szűröket inkább piros szegéssel készítették és ott csak kanászok hordták.

- Varrott szűrök (Fogadott szűr): Ezeket megrendelésre készítették, és például a vásári eladásra készültnek fogadott szűr néven nevezték. Az 1800-as években a parasztság, és a pásztorság anyagi erejét meglehetősen igénybe vevő szűrök divatját a hatóságok igyekeztek fékezni, ezért előbb csak megrendelésre váltóba engedtek szegett vagy díszített szűröket készíteni, majd 1873 után Debrecenben és a Hajdúságban már "fogadott" vásári eladásra is készíthettek szűröket.

- csillagos szűr: Ez a matyóknál volt divatban és nevét is az elejére hímzett csillagról kapta.

- Vakszűr: Ez a nyakas szűr 1920 körül divatba jött változata volt, melynek eleje nem volt kihajtós vagy kétszeres (mint a magyar szűrnél), hanem a kihajtott részt az elejére felvarrott, felülről lefelé haladó posztócsipke jelképezte, utánozva a kihajtást.

- Szűrkabát: Az úgynevezett "szűrkabát" egészen kicsi, kabátszerű szűr volt amelynek néha teljes nagyságú szűrgallérja volt, szűrkabátnak tekinthető volt a dunántúli juhászok által viselt csuklyás szűr is. A szűrkabátot a pásztorok viselték, például Pécs vidékén, Somogy, Vas, Zala, Veszprém, Komárom, Győr és Fejér vármegyékben.

- Bundára való szűr: Ez a bunda védelmét szolgálta esős időben. Ilyen szűrökről is maradt fenn adat, például a Felvidékről, Mezőségről, valamint Dél-Dunántúlról.

## Szűrszabók
A szűrszabómesterek utolsó nemzedéke: Harsányi Gábor, özv. Kovács Károlyné debreceni, Nagy József kunmadarasi, Baranyay Lajos püspökladányi, Mezey András berettyóújfalui, Erdélyi Lajos derecskei, Katona Mihály nagyszalontai, Értelmes Gyula mezőkövesdi, Skáder Ignác váci, Magyary Károly várpalotai, Rigó István veszprémi, Vajda Sándor kaposvári mesterek. Az egyik leghíresebb szűrszabó iparművész Dézsy János volt, akinek cifraszűr mintakönyvét Györffy István könyvében csaknem teljes egészében közölte.

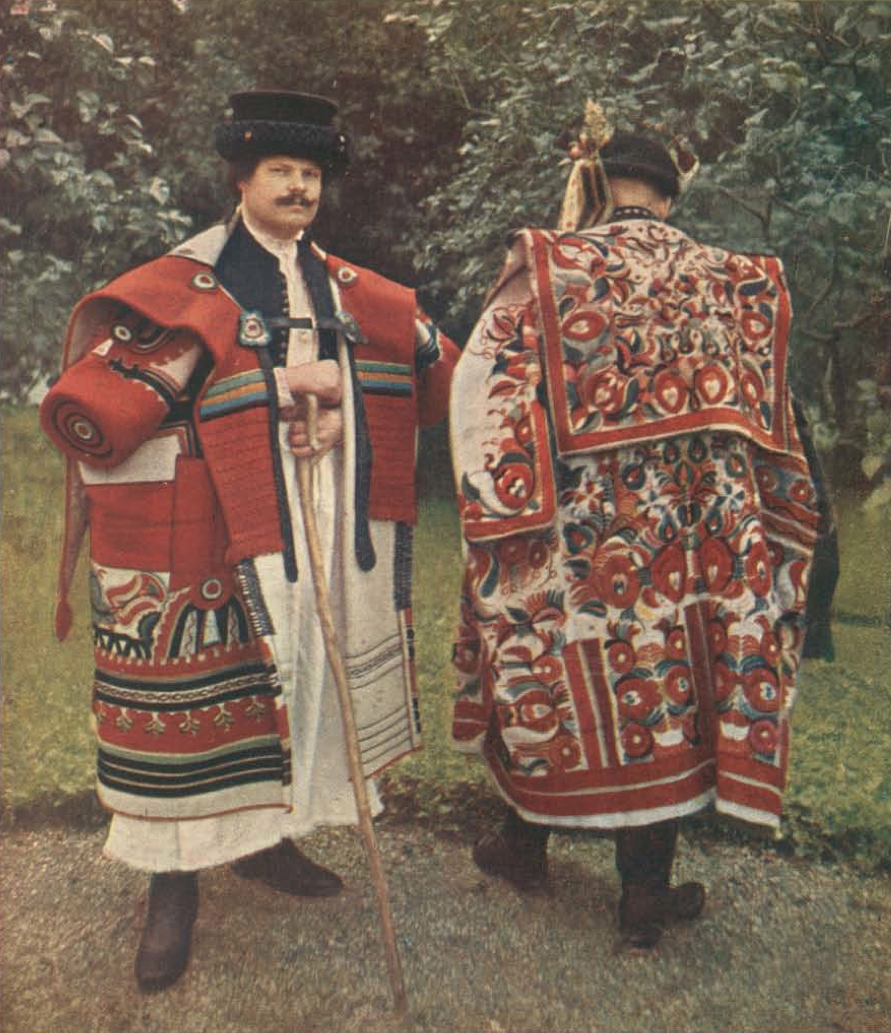
Veszprém és Borsod vármegyei cifraszűr 1913-ból
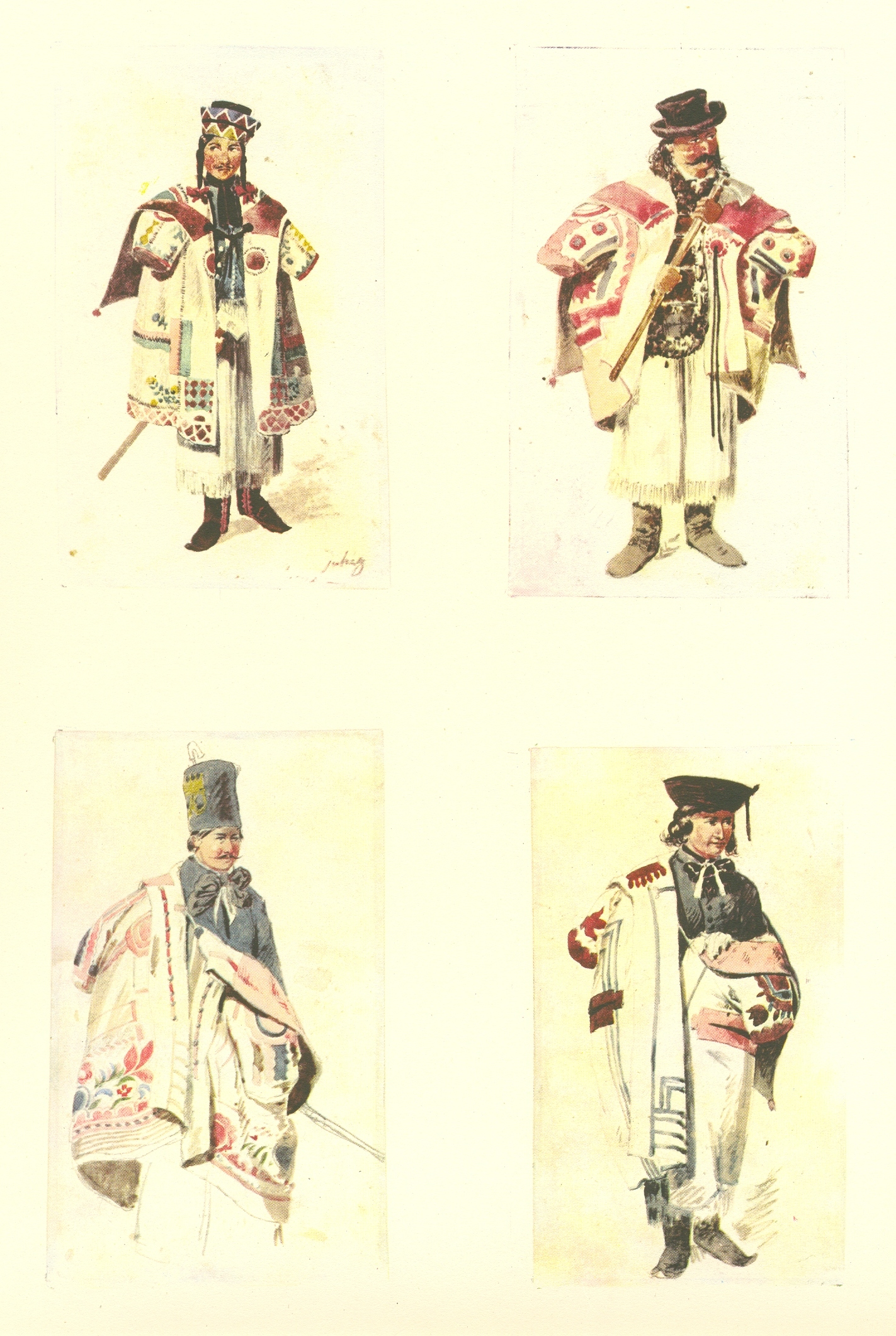
Somogyi juhász, kanász, béres és pásztor
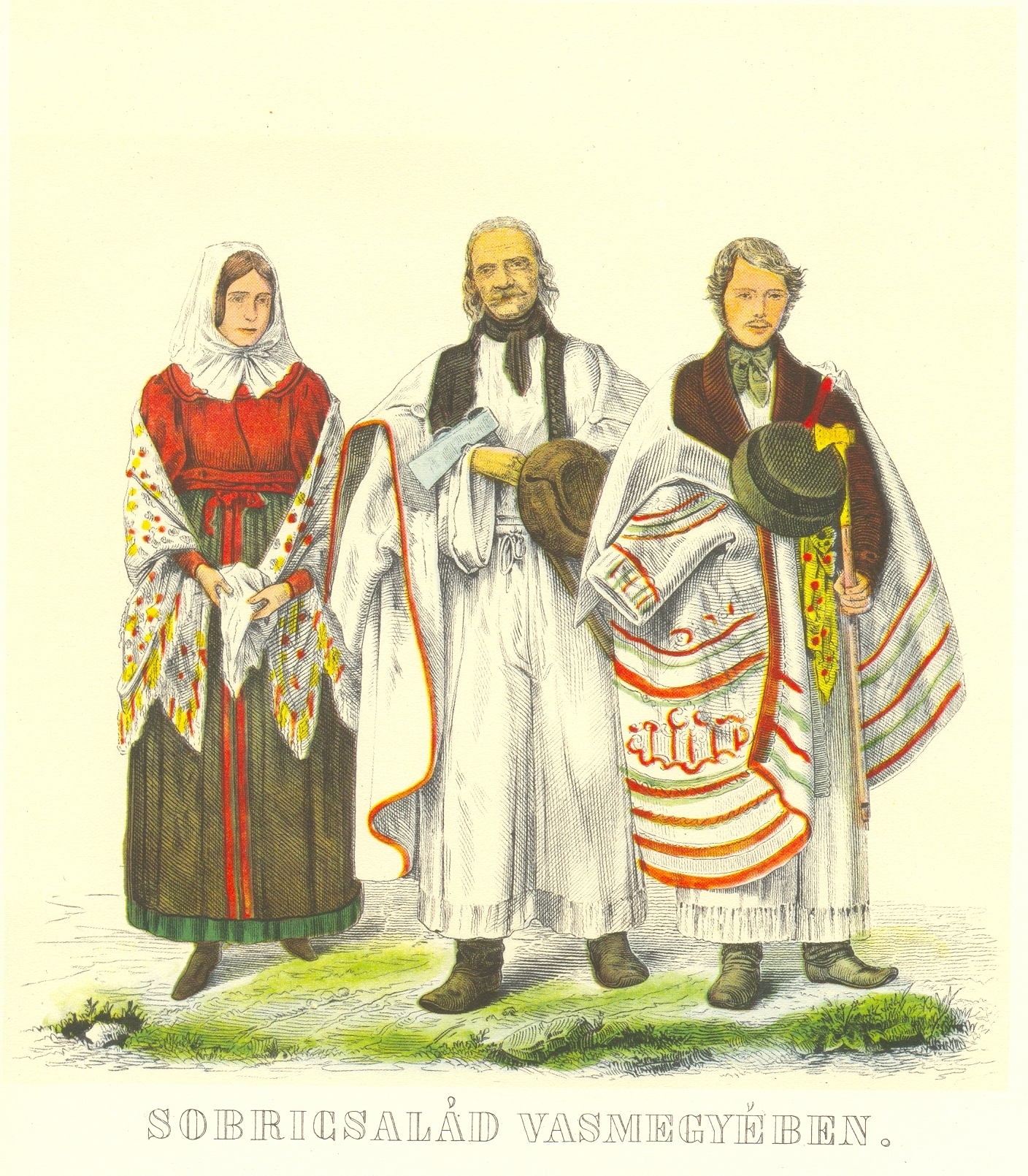
Sobri Jóska kanász édesapja és öccse régies, egyszerű díszítésű cifraszűrben (1846).

## További ismertetők
- A cifraszűr - a Néprajzi Múzeum virtuális kiállítása
- Ősi viseletünk, a szűr Archiválva 2014. február 19-i dátummal a Wayback Machine-ben
- A Metropolitan Művészeti Múzeumban található 19. század végi cifraszűr
- 1840-1870 között készült szűr a Metropolitan Művészeti Múzeumban